# Thomasin McKenzie
Thomasin Harcourt McKenzie (Wellington, 26 de julio de 2000) es una actriz neozelandesa. Es conocida por su papel en la película estadounidense de 2018 Leave No Trace, con la cual recibió aprobación de la crítica.

## Vida personal
McKenzie nació en Wellington, Nueva Zelanda y es hija de la actriz Miranda Harcourt y el director Stuart McKenzie. Tiene ascendencia anglo-celta y vive en Welllington, donde asistió al Samuel Marsden Collegiate School y se graduó en 2018.
McKenzie es la nieta de la actriz Kate Harcourt y Peter Harcourt. Peter era miembro de la familia que fundó la empresa inmobiliaria Harcourts International.

## Filmografía

### Películas
| Año  | Título                                       | Papel                | Notas |
| ---- | -------------------------------------------- | -------------------- | --- |
| 2012 | Existence                                    | Scraps               | |
| 2014 | Consent: The Louise Nicholas Story           | Joven louise         | |
| 2014 | A Long Beside                                | Kate (joven)         | Cortometraje |
| 2014 | El hobbit: la batalla de los cinco ejércitos | Astrid               | |
| 2015 | The Boyfriend Game                           | Edith                | |
| 2017 | El cambio                                    | Rose Keaton          | |
| 2018 | Leave No Trace                               | Tom                  | Premio de la Junta Nacional de Revisión por su desempeño innovador Premio Sociedad de Críticos de San Diego a mejor actuación innovadora Nominada - Critics 'Choice Movie al Mejor Joven Intérprete Nominada - Sociedad de Críticos de Detroit a mejor actriz de reparto Nominada - Gotham Independent Film al Actor Revelación Nominada - Independent Spirit a la mejor actriz de reparto |
| 2019 | El rey                                       | Felipa de Inglaterra | |
| 2019 | Jojo Rabbit                                  | Elsa Korr            | Nominada - Critics 'Choice Movie al mejor intérprete joven |
| 2019 | The True History of the Kelly Gang           | María                | |
| 2020 | Chicas Perdidas                              | Sherre Gilbert       | |
| 2021 | Old                                          | Maddox               | Version Joven Adulto |
| 2021 | Last Night in Soho                           | Eloise               | |
| 2021 | The Power of the Dog                         | Lola                 | |
| 2023 | Eileen                                       | Eileen Dunlop        | |

### Televisión
| Año  | Título                                         | Papel           | Notas                  |
| ---- | ---------------------------------------------- | --------------- | ---------------------- |
| 2014 | Consentimiento: La historia de Louise Nicholas | Joven louise    | Película de televisión |
| 2015 | Calle Shortland                                | Pixie Hannah    | 28 episodios           |
| 2016 | Brillante noche de verano                      | Membrillo Petra | Episodio: "Finale"     |
| 2016 | Vaquero                                        | Joven jean      | Película de televisión |
| 2017 | The Cul De Sac                                 | Willa           | 3 episodios            |
| 2017 | Lucy Lewis no puede perder                     | Lucy Lewis      | 11 episodios           |